# Yamaha MG

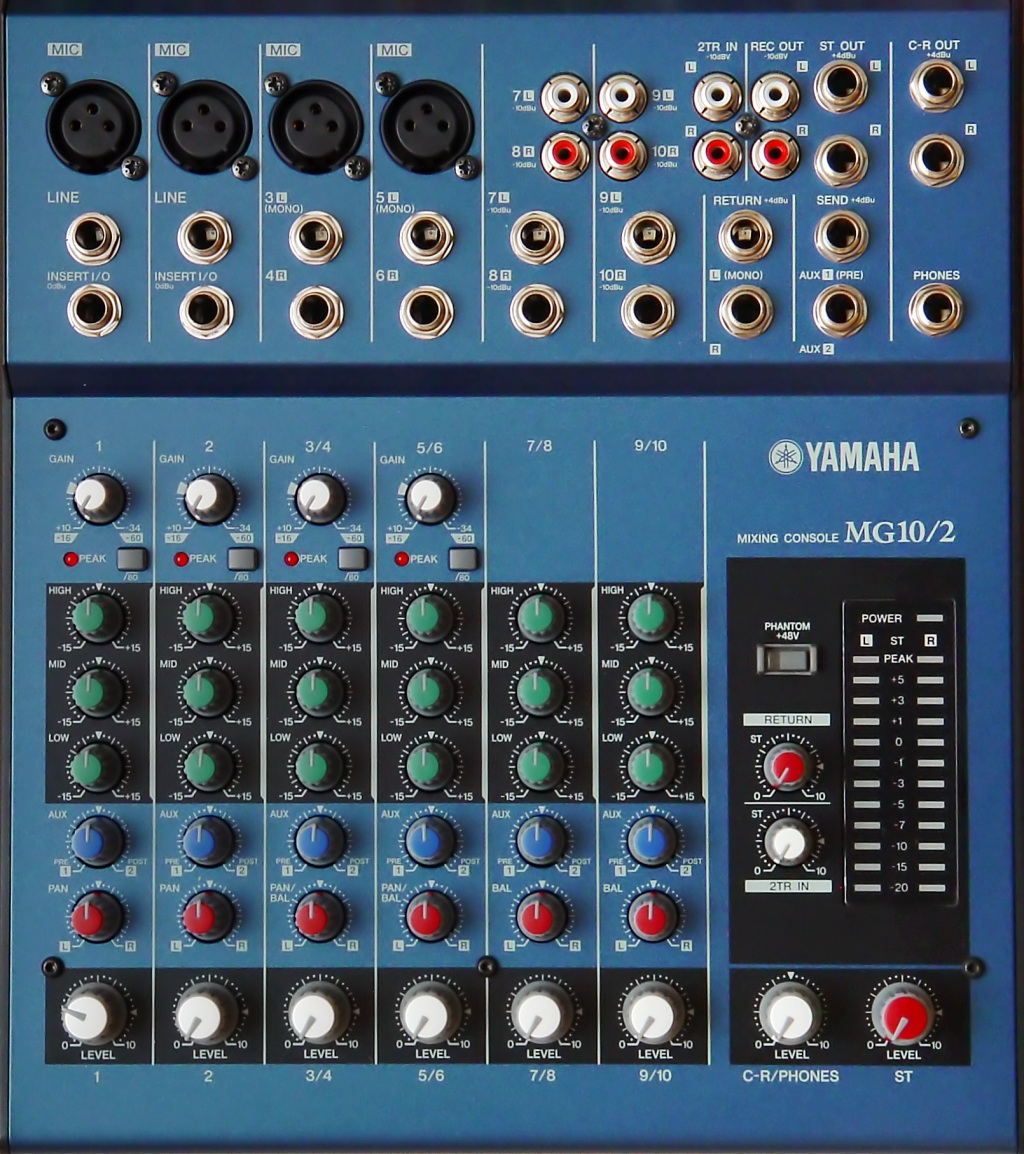
MG10/2 - model z serii pierwszej generacji

MG - to seria analogowych mikserów, produkowanych w latach 2003-2010 przez firmę Yamaha.

## Generacje
Seria MG, choć produkowana od 2003 do 2010 roku bez przerwy, dzieli się na dwie generacje. Podział to rok prezentacji. Pierwsza generacja została zaprezentowana w latach 2003-2004. Druga generacja, to rok 2007.

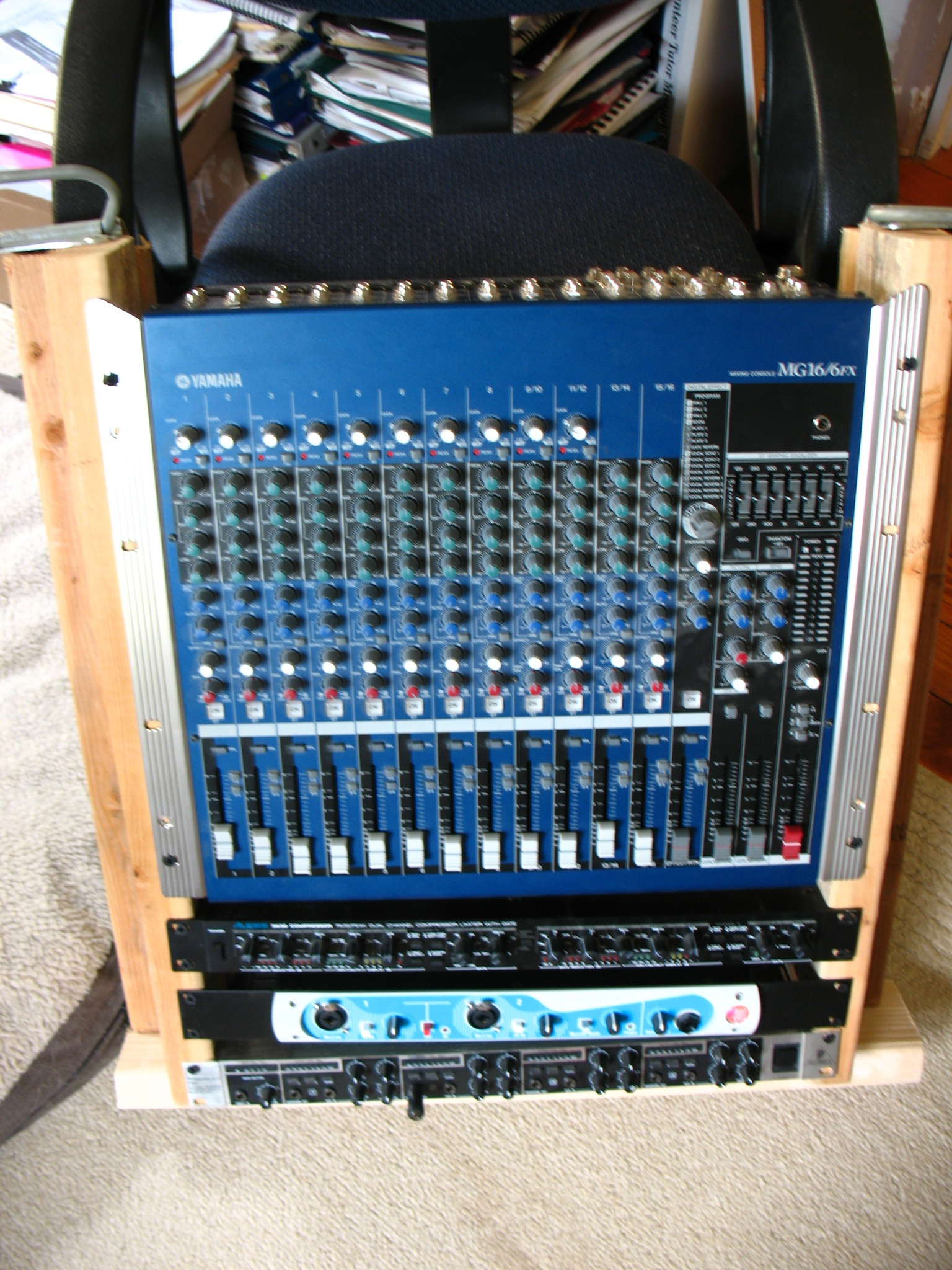
MG16/6FX - pierwsza generacja

### 1 generacja
Modele z pierwszej generacji cechuje ukośnik "/" w nazwie (np. MG12/4FX). Cechą charakterystyczną dla tej generacji, jest też ciemny pasek po prawej stronie przedniego panelu. W skład pierwszej generacji wchodzą modele:
- MG10/2 (2003) - mikser 10 kanałowy
- MG12/4 (2003) - mikser 12 kanałowy
- MG16/4 (2003) - mikser 16 kanałowy
- MG16/4FX (2003) - mikser 16 kanałowy z efektami FX
- MG24/14FX (2003) - mikser 24 kanałowy z efektami FX
- MG32/14FX (2003) - mikser 32 kanałowy z efektami FX
- MG8/2FX (2004) - mikser 8 kanałowy z efektami FX
- MG12/4FX (2004) - mikser 12 kanałowy z efektami FX

### 2 generacja

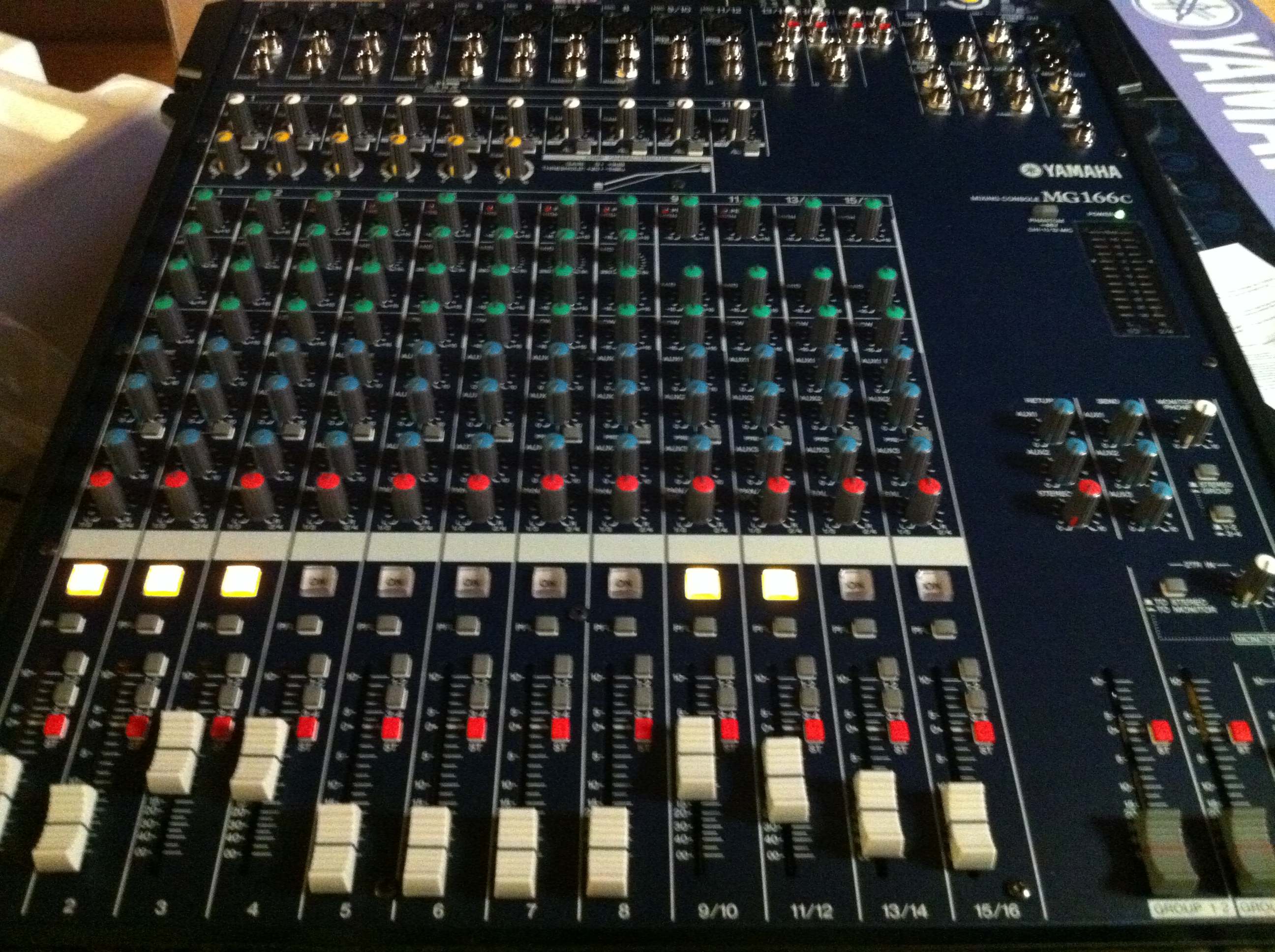
MG166C - model 2 generacji

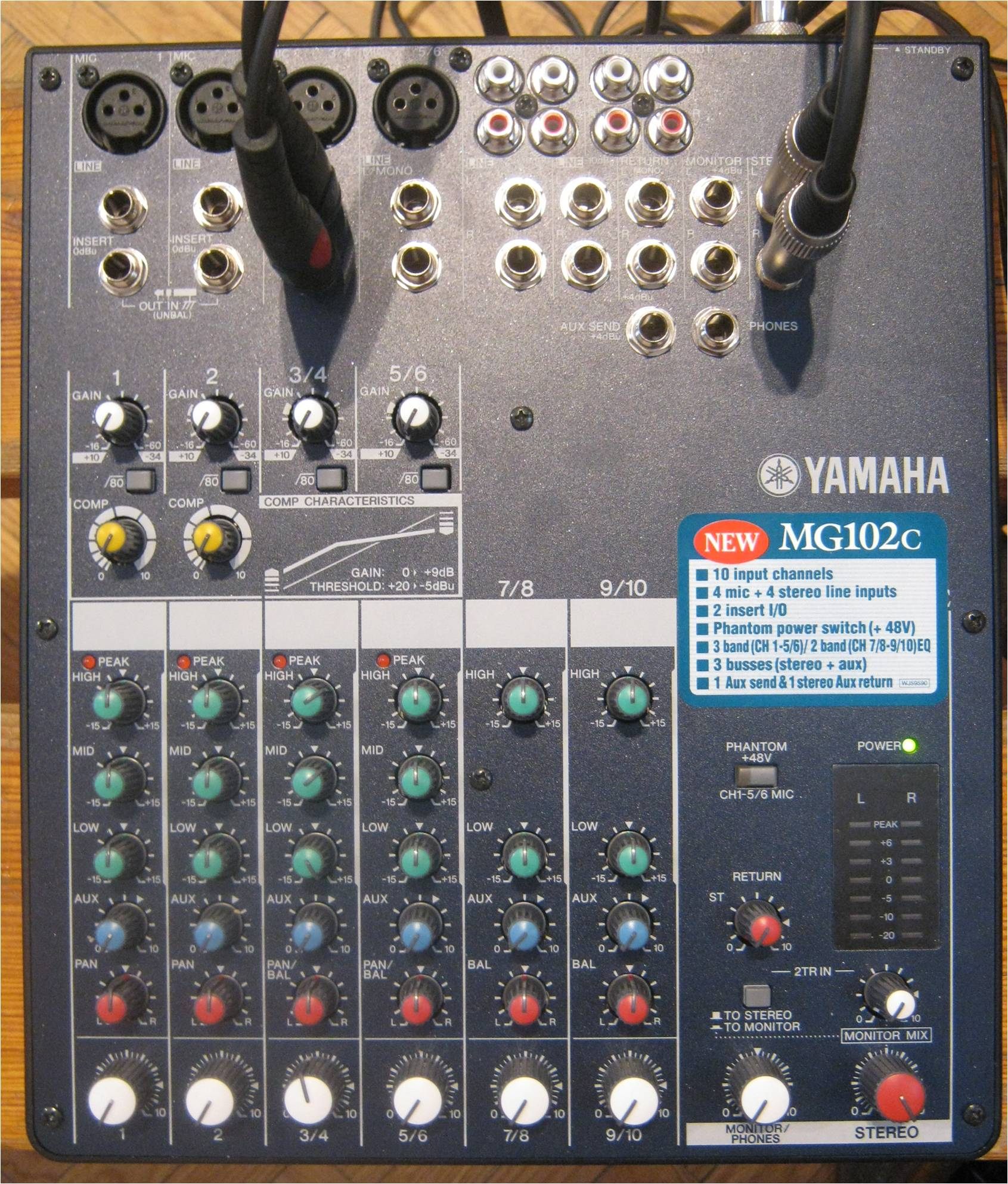
MG102c - nowy odpowiednik modelu MG10/2

Nowa generacja nie posiada w nazwie ukośnika, a model z procesorem efektów ("FX") ma w nazwie "X" (np. MG166CX). Z wyglądu, 2 generacja serii MG różni się brakiem ciemnego pasa po prawej stronie. Nowa generacja MG ma 10 modeli:
- MG82CX - mikser 8 kanałowy z efektami FX
- MG102c - mikser 10 kanałowy
- MG124c - mikser 12 kanałowy
- MG124CX - mikser 12 kanałowy z efektami FX
- MG166c - mikser 16 kanałowy
- MG166CX - mikser 16 kanałowy z efektami FX
- MG166c-USB - mikser 16 kanałowy z USB
- MG166CX-USB - mikser 16 kanałowy z efektami FX i USB
- MG206c - mikser 20 kanałowy
- MG206c-USB - mikser 20 kanałowy z USB